# گردهمایی سیاسی

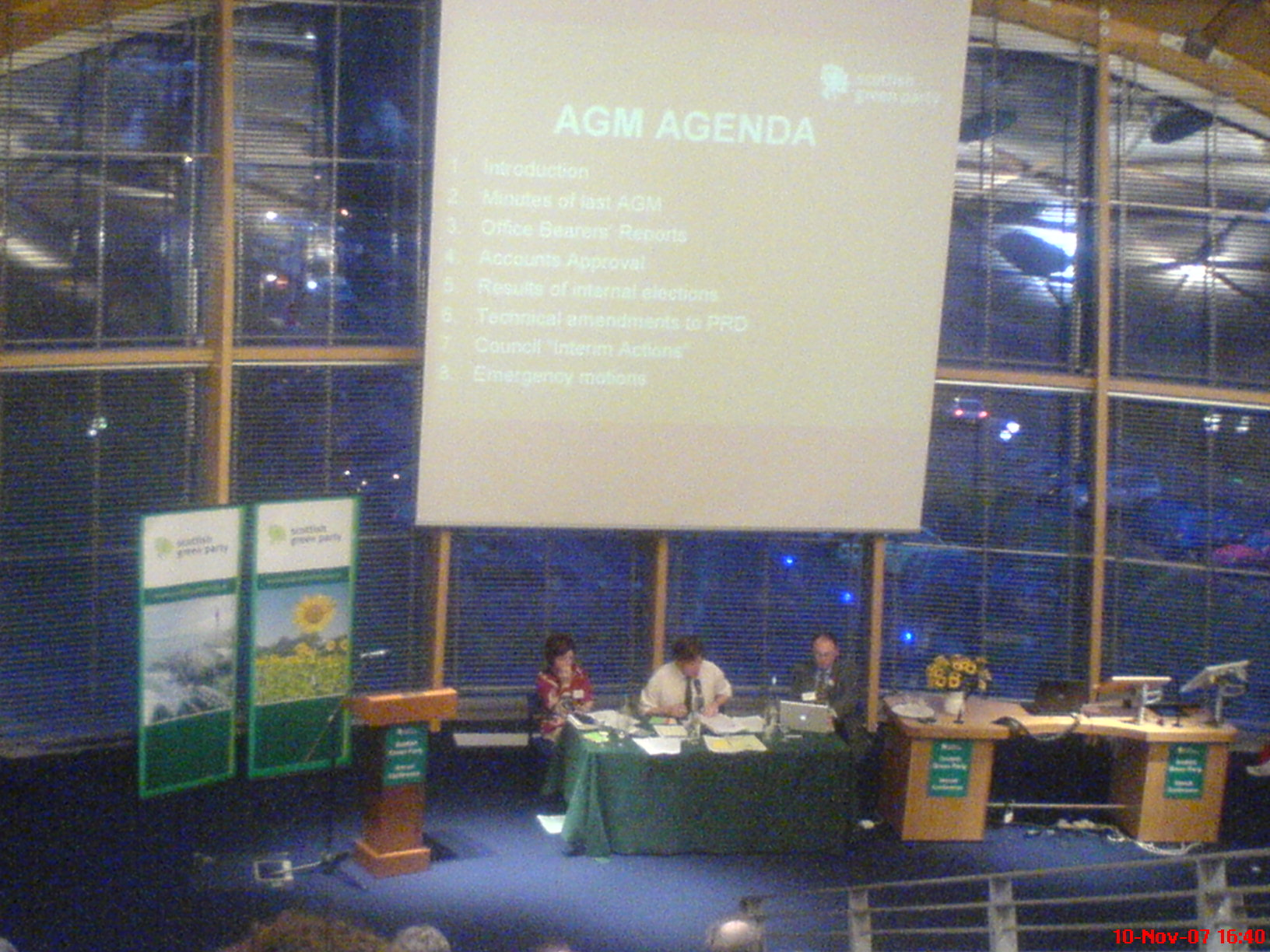
میز رئیس در کنفرانس پاییز حزب سبز اسکاتلند در نوامبر ۲۰۰۷میلادی، به دستور کار نمایش داده شده در پشت صفحه توجه کنید.

در سیاست، گردهمایی سیاسی (همچنین: کنوانسیون سیاسی) یا همایش حزبی به معنی جلسهٔ عمومی حزب است، که معمولاً برای برگزیدن نامزدهای حزبی برگزار می‌شود. این اصطلاح، همچنین می‌تواند به معنی نشست‌های بین‌المللی دوجانبه یا چندجانبه در سطح دولت نیز باشد که نمونه آن، قرارداد سن پترزبورگ در سال ۱۹۰۷ (میلادی) است.
نخستین کنوانسیون سیاسی در آمریکا در هارتفورد، کنتیکت در مارس ۱۷۶۶ برگزار شد. این گردهمایی را سازمان انقلابی پسران آزادی در پاسخ به چالش فرماندار، توماس فیچ برگزار کرد. زیرا او ویلیام پیتکین را به عنوان فرماندار و جاناتان ترامبل را به سمت معاون فرماندار برگزیده بود.

## نقش های رهبری
در کنفرانس های حزبی ، ممکن است دفاتر یا ارگان های مختلفی وجود داشته باشد که وظایف خاصی را انجام می دهند ، از جمله :
- ریاست - برگزیده از درون عضویت به ریاست کسب و کار خود.
- دبیر - مسئول نگهداری صورت‌جلسه از کارهای کنفرانس است.
- کمیته های سیاست گذاری - مسئول تنظیم و حفظ بررسی سیاست های فعلی حزب و تهیه پیشنهادات برای ارائه به کنفرانس است.

## کنفرانس های سراسر جهان

### کانادا

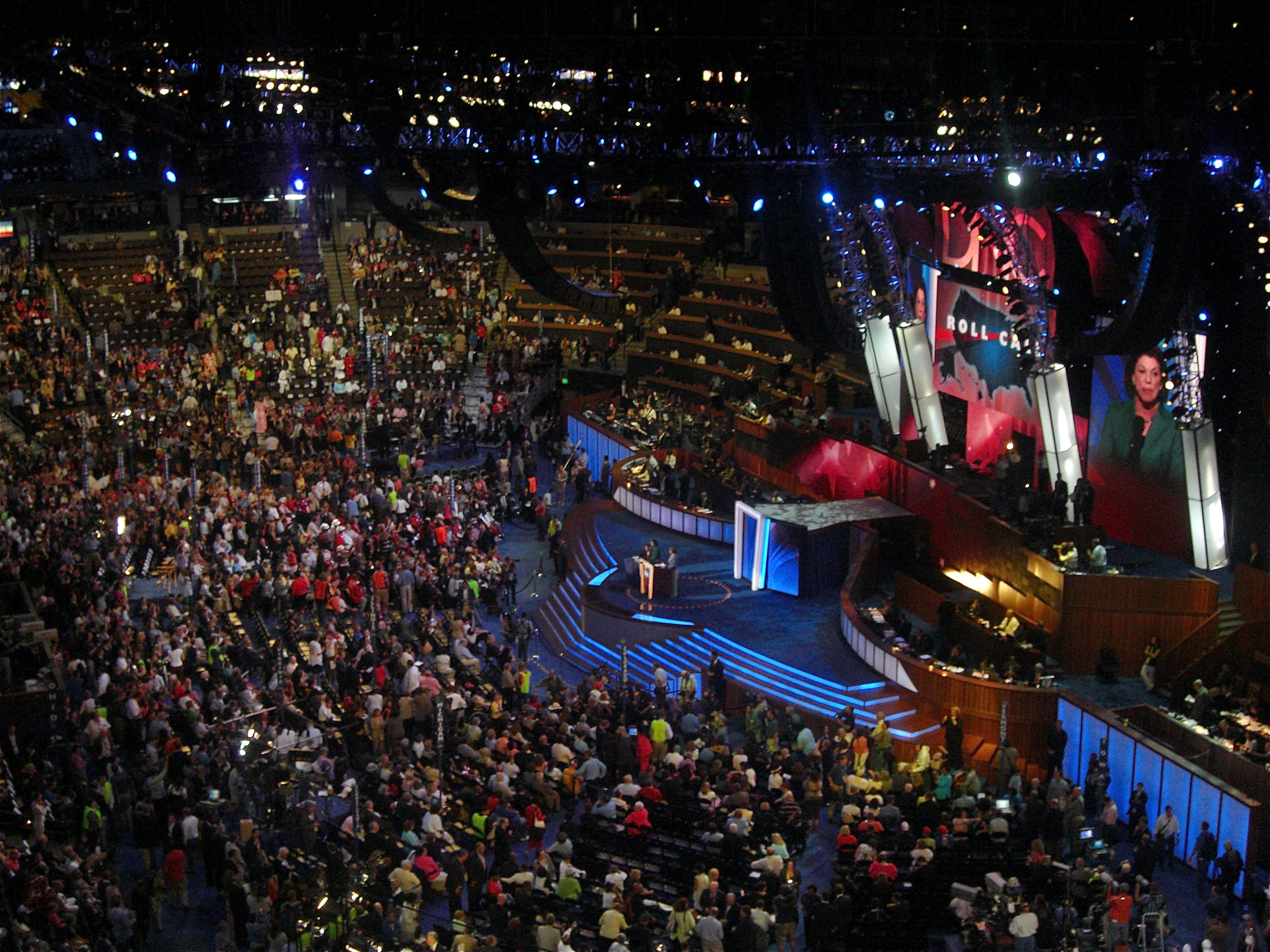
تماس تلفنی ایالت ها در جریان کنوانسیون ملی دموکراتیک 2008میلادی در مرکز پپسی در دنور ، کلرادو.

در کانادا ، علاوه بر کنوانسیون های سالانه یا دوساله ، احزاب اغلب کنوانسیون های ویژه ای را برای انتخاب رهبران جدید برگزار می کنند. اغلب به عنوان یک کنوانسیون رهبری شناخته می شود . رهبر جدید یک حزب ممکن است به عنوان نخست وزیر انتخاب شود.

### کشورهای کمونیست
یک کنفرانس کمونیست نیز ممکن است در بعضی مواقع برای بحث در مورد یک موضوع خاص یا برنامه ریزی یک رویداد تشکیل جلسه دهد ، اما اختیارات رسمی عزل و... ندارد.

### ایرلند
همه احزاب ایرلندی کنفرانس های حزبی سالانه ای دارند که Ardfheis نامیده می شود و در آن سیاست حزب توسط اعضاء تصمیم گیری می شود و رئیس حزب و هیئت اجرایی انتخاب می شوند.

### انگلستان
در انگلستان کنفرانس های سیاسی (که معمولاً کنگره حزب یا کنفرانس حزب نامیده می شوند) به طور کلی در سه هفته سپتامبر و اکتبر هر سال برگزار می شوند ، در حالی که مجلس عوام آن‌ها در تعطیلات است.  کنفرانس سه حزب بزرگ در سراسر انگلستان ، کنفرانس حزب محافظه کار ، کنفرانس حزب کارگر و کنفرانس فدرال لیبرال دموکرات ، در این زمان برگزار می شود.

### ایالات متحده
در ایالات متحده آمریکا کنوانسیون سیاسی معمولاً به معنی کنوانسیون نامزدی ریاست‌جمهوری است. اما همچنین می‌تواند به کنوانسیون نامزدی منطقه کنگره‌ای، کشوری، یا دولتی نیز اشاره کند که در آنها مواضع‌نامه و نامزدها معرفی می‌شوند، و نمایندگان کنوانسیون‌های ناحیه‌ای بزرگتر و ملی برگزیده می‌شوند. در کانادا کنوانسیون سیاسی به معنی گزینش رهبر یک حزب است که بیشتر، به نام کنوانسیون رهبری شناخته می‌شود. ممکن است رهبر تازه آن حزب، به جایگاه نخست‌وزیر کانادا برسد.
ماده پنجم قانون اساسی ایالات متحده آمریکا شرایطی را برای گزینش کنوانسیون‌های ملی برای پیشنهاد متمم‌های قانونی، و/یا کنوانسیون‌های ایالتی برای تصویب آنها تعیین کرده‌است. (از کنوانسیون ایالتی، تنها، یک‌بار استفاده شده و از کنوانسیون ملی هرگز استفاده نشده‌است).

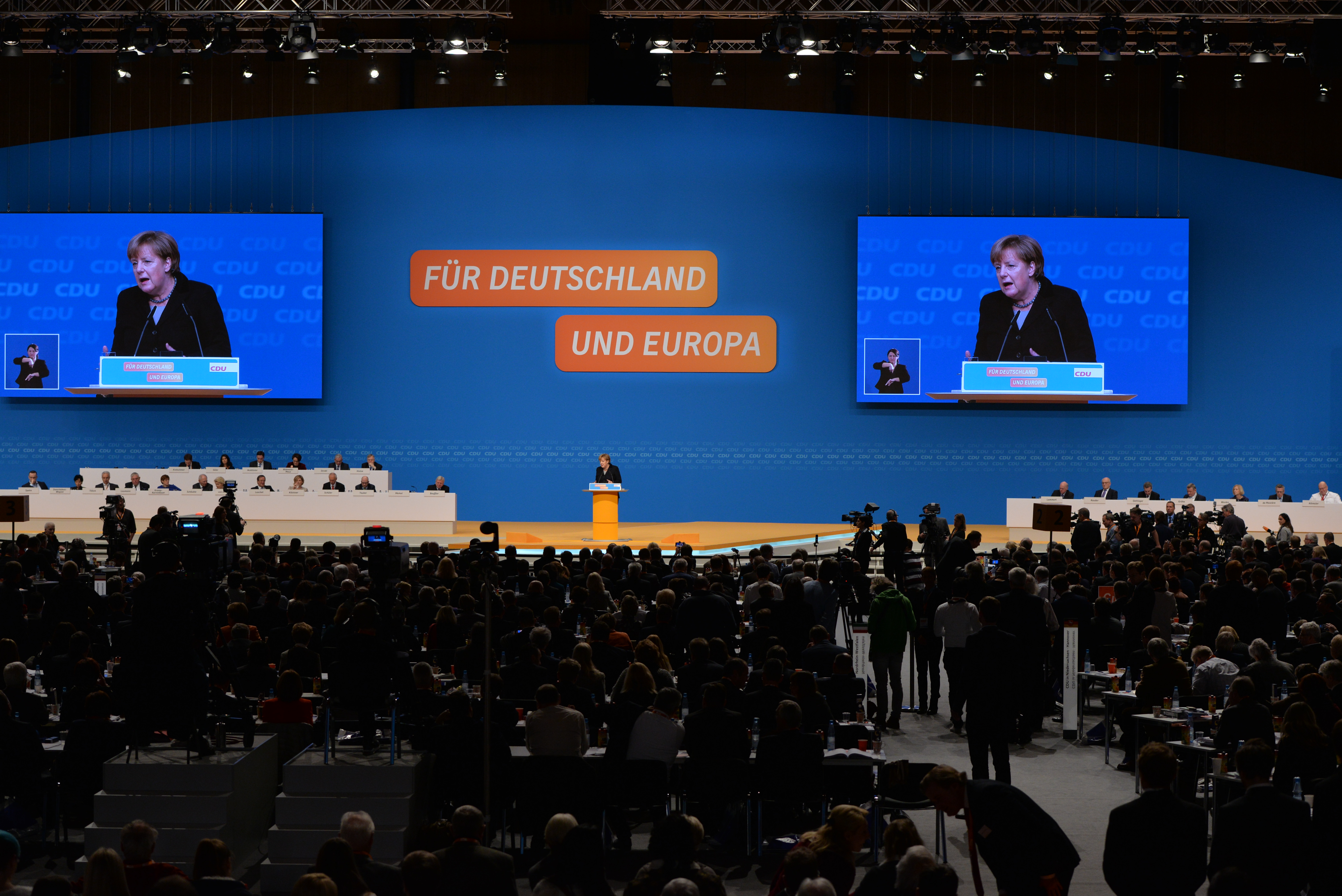
رژیم حزب احزاب فدرال (Bundesparteitag) ۲۰۱۵میلادی CDU آلمان ، با سخنرانی آنگلا مرکل.

### آلمان
بر خلاف ایالات متحده آمریکا ، کنفرانس های احزاب در آلمان (چه در سطح ایالت و چه در سطح فدرال) ، نه تنها برای معرفی نامزدها برای انتخابات عمومی تشکیل جلسه می دهند ، بلکه به طور منظم (حداقل سالی یک بار) برای تصویب قطعنامه های سیاسی ، انتخاب مقامات حزب یا اصلاح اساسنامه آن‌ها این جلسه تشکیل می‌شود. به طور کلی ، سازمان های حزبی خود و همچنین نمایندگان آن‌ها (مانند رئیس ، به نام رهبر حزب و سایر اعضای هیئت مدیره) نقش اصلی در سیاست آلمان دارند ، برای مثال در ایالات متحده یا انگلستان ، که احزاب عمدتاً توسط نمایندگان و رهبران آن‌ها در پارلمان یا دولت (در صورت وجود) نماینده می شوند.